# Hoogfeest van Petrus en Paulus
Het Hoogfeest van de Heilige Apostelen Petrus en Paulus is een hoogfeest in zowel de Katholieke als de Oosters-orthodoxe Kerk ter nagedachtenis aan de marteldood van de heilige apostelen Petrus en Paulus. Het feest wordt gevierd op 29 juni. Wanneer dit samenvalt met een zondag, heeft dit hoogfeest altijd voorrang op de zondagsliturgie.
Het feest is voor de gehele Katholieke Kerk in principe een verplichte feestdag, dit wil zeggen een dag waarop alle katholieken verplicht een volledige mis moeten bijwonen. Evenwel kan elke bisschoppenconferentie, na goedkeuring door de Apostolische Stoel, deze feestdag afschaffen. Zowel de Belgische als de Nederlandse bisschoppenconferentie hebben van deze mogelijkheid gebruikgemaakt.
Daags na dit hoogfeest, op 30 juni is de gedachtenis van de eerste martelaren van de Romeinse Kerk.

## Achtergrond
De feestdag valt volgens de katholieke kalender en in de Orthodoxe Kerken die de gregoriaanse kalender volgen op 29 juni. In de Orthodoxe Kerken die de Juliaanse kalender volgen, de feestdag valt op 12 juli. In de Katholieke Kerk geldt het hoogfeest sinds de liturgische kalender van 1962 als een feest van de eerste klasse.
Traditioneel is deze feestdag het moment waarop nieuw-benoemde metropolitane aartsbisschoppen in Rome van de paus het pallium (een cirkelvormige band die om de hals wordt gedragen als teken van de verbondenheid van de aartsbisschoppen met de Kerk van Rome) ontvangen.
In de Orthodoxe Kerk markeert het hoogfeest ook het einde van de zogenaamde apostelenvaste, die begint op de maandag na Allerheiligen (dat in de Oosters-orthodoxe Kerk op de eerste zondag na Pinksteren wordt gevierd).

## In Vlaanderen
In Vlaanderen stond deze dag bekend als Sint-Pietersdag. Het was tot na de Tweede Wereldoorlog een belangrijke dag in het West-Vlaamse volksleven. In de landbouw was Sint-Pietersdag de dag waarop de inboedel van stopgezette landbouwbedrijven openbaar verkocht werd. Startende boeren konden zich daar tweedehandse werktuigen aanschaffen. Ook het in het voorjaar geoogste hooi werd er geveild en grondeigenaars verpachtten er hun weiland voor de tweede helft van het jaar aan de meestbiedende. De eigenaar van de Assebroekse Meersen verpachte perceeltjes aan boeren uit de omgeving die er gedurende de zomer enkele stuks vee konden laten op grazen.
Bij de vissers werd deze dag vissersmesdag genoemd; Sint-Pieter is de patroonheilige van de vissers. Het gebruik bestaat nog onder de naam zeewijding, maar om toeristische redenen vindt de viering op verschillende data plaats.

## In Nederland
In Nederland was er een Sint-Petrusdag op 22 februari, het feest van Petrus’ Stoel. 22 februari was op veel plaatsen in Nederland de dag waarop de pacht moest worden betaald en waarop men elkaar hielp bij het verhuizen. Het was traditioneel ook de eind- en startdatum voor arbeidscontracten. Op deze dag veranderden bijvoorbeeld boerenknechten en -meiden vaak van werkgever.